# Čestmír Loukotka
Čestmír Loukotka (Chrášťany, 12 de novembro de 1895 — Praga, 13 de abril de 1966) foi um linguista e antropólogo checo conhecido por seu trabalho nas línguas indígenas americanas.

## Obras
- Náboženství Indiánů, Praga 1927, 184 p.
- Indiáni severoameričtí, Praga 1931, 251 p.
- Roztřídění jihoamerických jazyků, Praga 1935.
- Clasificación de las lenguas sudamericanas, Praga 1935.
- Vývoj písma, Praga 1946, 226 p.
- Do Brazílie za Indiány, Praga 1962, 210 p.
- Classification des langues indiennes d'Amérique du Sud, Berkeley, 1968.
- Classification of South American Indian languages, Los Angeles, 1968.[1]